# Танака, Митинори
Митинори Танака (яп. 田中 路教 Танака Митинори, род. 4 октября 1990 года, Иокогама, Япония) — японский боец смешанного стиля, представитель легчайшей весовой категории. Выступает на профессиональном уровне начиная с 2010 года, известен по участию в турнирах таких бойцовских организаций как UFC, Shooto, Pacific Xtreme Combat и др. Владел титулом чемпиона PXC.

## Биография
Митинори Танака родился 4 октября 1990 года в городе Иокогама префектуры Канагава. С юных лет серьёзно занимался дзюдо, удостоился в этой дисциплине чёрного пояса и второго дана.

### Начало профессиональной карьеры
Дебютировал в смешанных единоборствах на профессиональном уровне в октябре 2010 года, выиграв у своего соперника единогласным решением судей. Начинал спортивную карьеру в одной из старейших японских бойцовских организаций Shooto, провёл здесь в общей сложности пять боёв и во всех одержал победу, в том числе в 2011 году стал победителем турнира новичков в весовой категории до 59,9 кг, победив в финале соотечественника Тэруто Исихару.
В период 2012—2013 годов Танака выступал в промоушене Pacific Xtreme Combat — выиграл четыре поединка, в частности завоевал и защитил титул чемпиона в легчайшей весовой категории.

### Ultimate Fighting Championship
Имея в послужном списке девять побед и ни одного поражения, Танака привлёк к себе внимание крупнейшей бойцовской организации мира Ultimate Fighting Championship и в феврале 2014 года подписал с ней долгосрочное соглашение. В дебютном поединке встретился с представителем Канады Роланом Делормом и по итогам трёх раундов выиграл у него единогласным решением.
В том же году вышел в октагон против корейца Кан Кён Хо и потерпел первое в профессиональной карьере поражение, проиграв раздельным судейским решением. Их поединок был признан лучшим боем вечера, однако японский боец в итоге так и не получил свой денежный бонус, поскольку позже выяснилось, что он провалил проведённый сразу после боя допинг-тест — в его пробе были обнаружены следы запрещённых веществ эфедрина и псевдоэфедрина. Танака признал вину и был отстранён от соревнований сроком на девять месяцев.
По окончании срока дисквалификации в январе 2016 года японец вернулся в клетку UFC. Изначально планировался его бой против Расселла Доана, но тот травмировался и вынужден был отказаться от поединка, в результате чего новым соперником был назначен американец Джо Сото. Их противостояние получилось близким по счёту, двое из трёх судей отдали победу Танаке. Также в этом году ему противостоял представитель Бразилии Рани Яхья, которому он уступил единогласным решением.
Последний раз Митинори Танака выступал на турнире UFC в феврале 2017 года, когда единогласным решением судей проиграл Рикардо Рамосу. Спустя четыре месяца стало известно о его увольнении из организации.

### Дальнейшая карьера
Покинув UFC, Танака продолжил карьеру профессионального бойца ММА, в частности одержал победу на турнире Grandslam в Японии.

## Статистика в профессиональном ММА
| Боёв 15  | Побед 12 | Поражений 3 |
| -------- | -------- | ----------- |
| Нокаутом | 0        | 0           |
| Сдачей   | 6        | 0           |
| Решением | 6        | 3           |

| Результат | Рекорд | Соперник            | Способ                          | Турнир                                        | Дата             | Раунд | Время | Место                 | Примечание                                                      |
| --------- | ------ | ------------------- | ------------------------------- | --------------------------------------------- | ---------------- | ----- | ----- | --------------------- | --------------------------------------------------------------- |
| Победа    | 12-3   | Рожериу Бонторин    | Сдача (удушение сзади)          | Grandslam 6: Way of the Cage                  | 29 октября 2017  | 3     | 2:27  | Токио, Япония         |                                                                 |
| Поражение | 11-3   | Рикардо Рамос       | Единогласное решение            | UFC Fight Night: Bermudez vs. Korean Zombie   | 4 февраля 2017   | 3     | 5:00  | Хьюстон, США          |                                                                 |
| Поражение | 11-2   | Рани Яхья           | Единогласное решение            | UFC Fight Night: Cyborg vs. Lansberg          | 24 сентября 2016 | 3     | 5:00  | Бразилиа, Бразилия    |                                                                 |
| Победа    | 11-1   | Джо Сото            | Раздельное решение              | UFC 195                                       | 2 января 2016    | 3     | 5:00  | Лас-Вегас, США        |                                                                 |
| Поражение | 10-1   | Кан Кён Хо          | Раздельное решение              | UFC Fight Night: Hunt vs. Nelson              | 20 сентября 2014 | 3     | 5:00  | Сайтама, Япония       | Танака провалил допинг-тест. Лишён бонуса за лучший бой вечера. |
| Победа    | 10-0   | Ролан Делорм        | Единогласное решение            | UFC 174                                       | 14 июня 2014     | 3     | 5:00  | Ванкувер, Канада      |                                                                 |
| Победа    | 9-0    | Кайл Агуон          | Единогласное решение            | Pacific Xtreme Combat 40                      | 25 октября 2013  | 5     | 5:00  | Мангилао, Гуам        | Защитил титул чемпиона PXC в легчайшем весе.                    |
| Победа    | 8-0    | Крисанто Питпитанге | Единогласное решение            | Pacific Xtreme Combat 37                      | 18 мая 2013      | 5     | 5:00  | Пасиг, Филиппины      | Выиграл титул чемпиона PXC в легчайшем весе.                    |
| Победа    | 7-0    | Кейлеб Валлоттон    | Сдача (треугольник)             | Pacific Xtreme Combat 36                      | 8 марта 2013     | 2     | 2:39  | Мангилао, Гуам        |                                                                 |
| Победа    | 6-0    | Расселл Доан        | Сдача (удушение сзади)          | Pacific Xtreme Combat 34                      | 17 ноября 2012   | 3     | 2:09  | Кесон-Сити, Филиппины |                                                                 |
| Победа    | 5-0    | Чхве Джон Хун       | Сдача (удушение сзади)          | Shooto: 3rd Round                             | 10 марта 2012    | 1     | 3:29  | Токио, Япония         |                                                                 |
| Победа    | 4-0    | Тэруто Исихара      | Единогласное решение            | Shooto: The Rookie Tournament 2011 Final      | 18 декабря 2011  | 2     | 5:00  | Токио, Япония         | Выиграл турнир Shooto Rookie 2011 в категории 59,9 кг.          |
| Победа    | 3-0    | Такуя Огура         | Сдача (треугольник)             | Shooto: Gig Tokyo 7                           | 6 августа 2011   | 1     | 3:09  | Токио, Япония         |                                                                 |
| Победа    | 2-0    | Хироси Руппонги     | Техническая сдача (рычаг локтя) | Shooto: Gig Saitama 3                         | 10 апреля 2011   | 2     | 1:29  | Фудзими, Япония       |                                                                 |
| Победа    | 1-0    | Ясутака Хамадзи     | Единогласное решение            | Shooto: Shooting Disco 13: Can’t Stop Myself! | 16 октября 2010  | 2     | 5:00  | Токио, Япония         |                                                                 |